# Ksiądz (film 2011)
Ksiądz – amerykański film akcji, sci-fi z 2011 roku z Paulem Bettany w roli tytułowego bohatera. Reżyserem filmu jest Scott Stewart, zaś sam film oparty jest na koreańskim komiksie o tej samej nazwie. 

## Występują
- Paul Bettany – Ksiądz
- Karl Urban – Black Hat (Czarny Kapelusz)
- Cam Gigandet – Hicks
- Maggie Q – Kapłanka
- Lily Collins – Lucy Pace
- Brad Dourif – Sprzedawca
- Stephen Moyer – Owen Pace
- Christopher Plummer – Monsignor Orelas
- Alan Dale – Monsignor Chamberlain
- Mädchen Amick – Shannon Pace

## Streszczenie fabuły
Akcja filmu rozgrywa się w postapokaliptycznym świecie. W świecie tym trwa długotrwała wojna pomiędzy dwiema odrębnymi rasami – wampirami i ludźmi. Walka ta prowadzi nie tylko do wzajemnego niszczenia, ale też zniszczenia Ziemi. Szukając ochrony, ludzie zamieszkali w otoczonych murami i chronionych przez Kościół miastach. Ochronę tę sprawują księża, będący wojownikami obdarzonymi nadzwyczajnymi zdolnościami, szkolonymi do walki z wampirami.  
Początek filmu przedstawia grupę księży, którzy mają rozkaz zabić królową wampirów. Okazuje się, że wampiry zastawiły na nich pułapkę. Księża próbują się wydostać, jednak nie wszystkim się udaje. Przyjaciel głównego bohatera zostaje porwany przez wampiry i pozostaje z nimi w ich gnieździe.  
Z czasem ludzie zdobywają przewagę w walce z wampirami. Pozostałe przy życiu po wojnie wampiry umieszczono w rezerwatach. Ponieważ społeczeństwo już nie potrzebowało księży, kardynałowie kazali im odejść ze służby. „Wiara, praca, bezpieczeństwo” oraz „Przeciwstawić się Kościołowi, to przeciwstawić się Bogu” to hasła Kościoła. Ludzie nie chcą rozmawiać z księżmi i obawiają się ich i czują przed nimi lęk.  
Po prologu widzimy rodzinę głównego bohatera. Jego brata Owena, bratową Shannon oraz bratanicę Lucy. Podczas rodzinnego posiłku zostają oni zaatakowani przez grupę wampirów. Bratanica zostaje porwana, a jej matka – zabita. 
Główny bohater, tytułowy ksiądz, udaje się do spowiedzi, wyznaje duchownemu, że ma wątpliwości, a w jego głowie pojawiają się kolejne pytania. Gdy bohater dociera do swojego mieszkania, spotyka Hicksa, który jest szeryfem Augustin – miasta, w którym mieszkał brat księdza wraz z rodziną. Opowiada on kapłanowi o tym co się wydarzyło z jego rodziną. Wydaje się, że ksiądz najbardziej przejął się śmiercią Shannon. Z wypowiedzi Hicksa dowiadujemy się, że ksiądz był bohaterem wojennym oraz jest najlepszym w walce z wampirami. Hicks chce go prosić o pomoc w odnalezieniu Lucy. Ksiądz udaje się do przełożonych, aby uzyskać przywrócenie uprawnień. Tłumaczy im zaistniałą sytuację, ale ci nie wierzą mu i twierdzą, że wampiry są pod kontrolą w rezerwatach. Mówią, że ludzie są przekonani, że są pod ochroną Kościoła, a takie działanie mogłoby zachwiać ich wiarą. Ksiądz słyszy, że jeśli złamie zakaz opuszczenia miasta, zostanie wykluczony z zakonu i ekskomunikowany. Po raz kolejny padają słowa „przeciwstawić się Kościołowi, to przeciwstawić się Bogu”.
W kolejnej scenie widzimy Lucy. Jest więziona przez byłego przyjaciela księdza, o którym ten myślał, że zginął w gnieździe. Jak się okazuje został przemieniony w wampira i współpracuje z innymi wampirami, jednak różni się od innych zakażonych.
Ksiądz przeprasza Boga za swoją decyzję, przygotowuje się i wyrusza na poszukiwanie Lucy. Wraz z Hicksem udaje się do swojego brata. Za prezbiterem wyrusza pościg innych księży, chcących ukarać go za nieposłuszeństwo i zdradę. Brat księdza umiera. Główny bohater i Hicks udają się do rezerwatu „Wilcza jagoda”. Choć jest to nielegalne, w rezerwacie są ludzie, którzy dobrowolnie dają się zakazić wampirom, aby być ich niewolnikami. Zakażeni oraz przebudzone wampiry atakują bohaterów. Ci pokonują ich oraz dowiadują się, dokąd mają się następnie udać w poszukiwaniu Lucy. 
Z rozmowy księdza i szeryfa dowiadujemy się, że Lucy była w związku z szeryfem. Bohaterowie docierają do miejsca, gdzie ksiądz stracił swojego przyjaciela. Podczas przeszukiwania gniazda ksiądz spotyka kapłankę, która wyruszyła w pościg za nim. Twierdzi, że nie chciała go pojmać, ale go ostrzec i przyłącza się do bohaterów. Okazuje się, że część gniazda jest odbudowana, ale pusta. Docierają przez nie do Jerycha, czyli do miejsca, w które pojechali inni księża ścigający głównego bohatera.
Do Jerycha pociągiem przyjeżdżają wampiry oraz Czarny Kapelusz (były przyjaciel księdza). Dochodzi do rzezi lokalnej ludności i walki z przebywającymi na miejscu księżmi. Gdy na miejsce przybywają bohater, Hicks i kapłanka, miasto jest już zniszczone i opuszczone. Główny bohater odkrywa ciała 3 księży powieszone na krzyżach. Odkrywa, że wampiry udały się do Miasta Katedralnego, a Lucy została porwana, żeby wywabić z niego głównego bohatera i innych kapłanów. 
Wszyscy udają się w stronę miasta. W pewnym momencie Hicks grozi księdzu, że go zabije, jeśli ten nie obieca, że pozwoli żyć Lucy, nawet jeśli ta jest zakażona. Wyrzuca mu, że nigdy jej nawet nie poznał i nic dla niego nie znaczy. Kapłanka wyznaje, że Lucy jest córką księdza, a ten został zabrany przez Kościół, gdy była jeszcze niemowlęciem.
Gdy docierają do pociągu, ksiądz spotyka tam Czarny Kapelusz. Okazało się, że królowa zamieniła go w człowieka-wampira dzięki swojej krwi. Czarny Kapelusz proponuje księdzu dołączenie do niego, ten się jednak nie zgadza. Po serii walk i pojedynków Hicks i ksiądz znajdują Lucy. Czarny Kapelusz próbuje przemienić ją w wampira, jednak ksiądz ratuje ją w ostatniej chwili. Pociąg zostaje wysadzony w powietrze przez kapłankę, Czarny Kapelusz ginie w eksplozji. Ksiądz powraca do miasta i udaje się do Kościoła, żeby spotkać się z przełożonymi. Pokazuje im dowód na to, że wampiry wciąż im zagrażają i się oddala. Księża postanawiają się ponownie spotkać, choć bez zgody przełożonych, i znów rozpocząć walkę z wampirami.

## Postacie
Ksiądz – główny bohater. Mierzy się z traumą po wojnie. Stara się być wiernym Bogu, choć ma wątpliwości i nie zgadza się z Kościołem. Gdy był młody, był w związku z Shannon i urodziło się im dziecko – Lucy, jednak wstąpił do zakonu, gdy ta była jeszcze mała i nigdy go nie poznała. Jest dobrym wojownikiem i jest wierny swoim zasadom.
Hicks – szeryf Augustin. Spotykał się z Lucy w tajemnicy przed jej rodzicami. Kocha ją i za wszelką cenę chce ją odbić wampirom. Między nim a księdzem zawiązuje się przyjaźń.
Black Hat – czarny charakter. Kiedyś był księdzem, ale zrezygnował z tego, gdy został przemieniony w wampira. Uważa, że przyjemniej jest być złym człowiekiem. Ma za złe głównemu bohaterowi, że go nie uratował, a jednocześnie jest wdzięczny królowej wampirów, że dała mu moc. Nazywał się tak ze względu na czarny kapelusz, który nosił i który był jego atrybutem.
Kapłanka – kocha głównego bohatera. Postanowiła sprzeciwić się Kościołowi i pomóc ukochanemu w poszukiwaniu córki.
Lucy – nie chciała żyć na dzikiej ziemi, chciała mieszkać w mieście i spotykać się z ludźmi. Została porwana przez Black Hata, bo ten chciał wywabić księży z miasta, aby zostało bez obrońców, ponieważ chciał je przejąć wraz z innymi wampirami.

## Wzmianki
W książce „Świat po apokalipsie: Społeczeństwo w świetle postapokaliptycznych tekstów kultury popularnej” Lech M. Nijakowski wspomina o „Księdzu” jako o filmie w którym postapokaliptyczny świat stanowi świetne tło do historii o zupełniej innej tematyce.

## Produkcja
Premiera filmu odbyła się 13 maja 2011 roku. Film zarobił ponad 78 milionów dolarów przy budżecie na produkcję wynoszącym 60 milionów dolarów. Projekt ogłoszono w styczniu 2005 roku, a kręcić zaczęto w sierpniu 2009 roku w Los Angeles i zakończono w listopadzie tego samego roku. Premiera miała się odbyć 1.10.2010 r., jednak zdecydowane, że odbędzie się później.

## Krytyka
„Priest” został w dużej mierze negatywnie oceniony przez krytyków. Rotten Tomatoes przyznał filmowi wynik 16% na podstawie recenzji 92 krytyków i podał średnią ocen 3,9 na 10, stwierdzając, że „Priest jest wprawdzie elegancki i stylowy, ale te cechy zostały zmarnowane przez nudną mieszankę science-fiction, akcji i stereotypowego horroru”. W serwisie Metacritic film otrzymał średnią ocenę 41/100 na podstawie 13 recenzji. Sondaże CinemaScore wykazały, że średnią ocen widzów wystawionych filmowi była „C+” w skali od A+ do F.